# 新城 (科拉斯纳亚·瑞希卡遗址)
新城是一座中亚古城，现遗址位于吉尔吉斯斯坦楚河州伊塞克阿塔区赤河村附近，距离首都比什凯克30公里左右。遗址时代为公元6至12世纪，是楚河河谷和天山地区最重要的中心城镇之一，该城的主要居民为粟特人和葛逻禄突厥人。该遗址的宗教和民间建筑融合了突厥、印度、粟特和中国文化，展现了祆教、景教和佛教的传播。2014年6月25日，联合国教科文组织世界遗产委员会决定将新城、碎叶城和八剌沙衮城作为丝绸之路世界文化遗产之组成部分列入世界遗产名录。